# Goodbye Single
Goodbye Single (굿바이 싱글?), conosciuto anche con il titolo internazionale Familyhood, è un film del 2016 diretto da Kim Tae-gon.

## Trama
Go Joo-yeon è un'attrice che in passato ha avuto fama, denaro e numerosi fidanzati; giunta a quarant'anni e con alcuni problemi in ambito lavorativo, scopre tuttavia di non avere nessuno su cui poter contare realmente, e che il suo attuale fidanzato – dal quale credeva di essere amata – in realtà stava con lei solo per interesse. La donna decide così di avere un figlio, salvo poi scoprire che l'ostacolo della menopausa; Joo-yeon si imbatte allora in Kim Dan-ji, giovane adolescente rimasta incinta, e le due donne si mettono d'accordo: la prima potrà adottare il bambino della seconda, dietro pagamento di una somma di denaro. Joo-yeon annuncia quindi pubblicamente la sua gravidanza, ritornando al centro dell'attenzione ma anche dei pettegolezzi di tutti coloro che vogliono scoprire chi sia il padre del bambino.
Nel corso della gravidanza di Kim Dan-ji, Go Joo-yeon si accorge di aver trascurato – presa dall'euforia per il ritorno dei vari impegni lavorativi – completamente la giovane; decide così di assumersi le proprie responsabilità e di rimediare ai propri errori. Dopo che la verità sulla vicenda viene alla luce del sole la carriera di Go Joo-yeon in parte ne risente, tuttavia è circondata da numerosi affetti e dalla gratitudine di Kim Dan-ji, della quale aveva assunto il ruolo di tutrice.

## Distribuzione
In Corea del Sud, Goodbye Single è stata distribuita dalla Showbox a partire dal 29 giugno 2016.